# Obsidian Entertainment
Obsidian Entertainment, Inc. ist ein US-amerikanisches Entwicklungsstudio für Videospiele, mit Sitz in Irvine, Kalifornien. Das Studio wurde 2003 von ehemaligen Mitarbeitern der Black Isle Studios gegründet und ist spezialisiert auf die Entwicklung von Computer-Rollenspielen. Bekannt wurde es unter anderem mit den Spielen Star Wars: Knights of the Old Republic II: The Sith Lords und Neverwinter Nights 2. Seit November 2018 ist Obsidian Entertainment ein Tochterunternehmen von Microsoft.

## Geschichte

### Gründung und erste Veröffentlichungen
Obsidian Entertainment wurde 2003 von den Spieleentwicklern Feargus Urquhart (CEO), Chris Avellone, Chris Jones, Chris Parker und Darren Monahan gegründet. Der Name entstand als Referenz an die Black Isle Studios, für die die Gründer zuvor in führenden Positionen tätig waren. Dort waren sie an der Entwicklung von Rollenspielen wie Fallout 2, Planescape: Torment oder der Icewind-Dale-Reihe beteiligt. Da viele Mitarbeiter der Black Isle Studios nach deren Schließung im Dezember 2003 eine neue Anstellung bei Obsidian fanden, wird das Unternehmen teilweise als dessen inoffizieller Nachfolger angesehen.
Durch die bereits vorhandenen Geschäftsbeziehungen zum kanadischen Entwickler BioWare erhielt Obsidian die Aufträge zur Fortsetzung der erfolgreichen BioWare-Rollenspiele Star Wars: Knights of the Old Republic (KotOR, für LucasArts) und Neverwinter Nights (für Atari). Obsidians erstes Projekt, Star Wars: Knights of the Old Republic II: The Sith Lords, erschien in den USA Ende 2004 für die Xbox, die Windows-Version und die deutschsprachigen Fassungen folgten Anfang Februar 2005. Anfang November 2006 veröffentlichte Obsidian Neverwinter Nights 2. 2007 und 2008 folgten nacheinander die Erweiterungen Mask of the Betrayer und Storm of Zehir. Beide Spiele wurden generell positiv aufgenommen, zugleich wurde KotOR 2 jedoch für sein unfertiges Erscheinungsbild und Neverwinter Nights 2 für zahlreiche Programmfehler stark kritisiert. Da auch die folgenden Projekte auffällige Programmfehler enthielten, geriet Obsidian zunehmend in den Ruf, ein Hersteller fehlerhafter Spiele zu sein.

### Erste Eigenentwicklungen und weitere Lizenzfortführungen
Am 13. Dezember 2006 wurde bekanntgegeben, dass Obsidian ein Rollenspiel für Sega auf Basis der Alien-Spielfilme von 20th Century Fox entwickeln werde. Das Alien-Rollenspiel trug den Codenamen „Project Connecticut“ und sollte unter dem Titel Aliens: Crucible veröffentlicht werden. Allerdings wurde 2009 bekanntgegeben, dass die Arbeiten an dem Titel eingestellt wurden. Neben Aliens entwickelte Obsidian für Sega seit 2006 zudem Alpha Protocol, ein Spionage-Rollenspiel im Stil der Filme um die Agenten James Bond, Jason Bourne und Jack Bauer. Nach mehreren Verschiebungen erschien der Titel schließlich am 28. Mai 2010 für die Xbox 360, Playstation 3 und den Windows-PC. Alpha Protocol erhielt mittelmäßige Wertungen. Gelobt wurde vor allem die Handlung.
Von Bethesda Softworks, dem Entwickler von Fallout 3, wurde Obsidian Entertainment beauftragt, auf Basis der Fallout-3-Technologie einen weiteren Ableger der Fallout-Reihe zu entwickeln. Das Spiel erschien am 22. Oktober 2010 unter dem Namen Fallout: New Vegas. Von der Fachpresse erhielt es gute Kritiken und wurde als guter Nachfolger von Fallout 3 gelobt, auch wenn der Titel stellenweise Bugs enthielt. Zudem sei die Technik veraltet und keine großartigen neuen Innovationen enthalten.
Im Juni 2011 veröffentlichte der japanische Publisher Square Enix den von Obsidian entwickelten dritten Teil der Dungeon-Siege-Reihe. Dungeon Siege III verwendete eine von Obsidian erstmals selbstentwickelte Grafikengine mit der Bezeichnung Onyx, die ursprünglich bereits in Aliens: Crucible eingesetzt werden sollte. Mit diesem Projekt führte Obsidian einen neuen Qualitätssicherungsprozess ein, um seinem Ruf als Entwickler verbuggter Spiele entgegenzutreten. Tatsächlich wurde das ansonsten mittelmäßig bewertete Dungeon Siege 3 in den Rezensionen wegen seiner geringen Fehlerquote gelobt.

### South Park und Pillars of Eternity
Im Oktober 2009 traten die beiden South-Park-Erfinder Matt Stone und Trey Parker an Obsidian heran, um ein Rollenspiel zur Fernsehserie zu entwickeln. Anfänglich noch finanziert durch Viacom schlossen Obsidian und South Park Digital Studio Ende Dezember einen Publishingvertrag mit dem US-Publisher THQ. Gemeinsam kündigten die Unternehmen Anfang Dezember 2011 über einen Exklusivartikel für das US-amerikanische Spielemagazin Game Informer den Titel South Park: Der Stab der Wahrheit an.
Im März 2012 musste das Unternehmen etwa 25 Mitarbeiter entlassen, als durch den Rückzug eines Auftraggebers die Arbeiten am sogenannten „Project North Carolina“ eingestellt werden mussten. Da dem Unternehmen ein Anschlussprojekt fehlte, drohte die Schließung. Im selben Monat gelang es dem Entwickler Double Fine Productions, mit Hilfe der Crowdfunding-Plattform Kickstarter für das Adventure Broken Age über drei Millionen US-Dollar von privaten Unterstützern zu sammeln, und demonstrierte somit eine Alternative zum Auftragsmodell durch einen Publisher. Bei Obsidian begannen daher Joshua Sawyer und Adam Brennecke mit der Erarbeitung eines Pitches. Am 14. September 2012 kündigte Obsidian schließlich die Finanzierung eines Rollenspiel mit dem Arbeitstitel Project Eternity über Kickstarter an. Im Finanzierungszeitraum vom 14. September bis zum 16. Oktober sollten so mindestens 1,1 Millionen Dollar eingesammelt werden. Dieses Ziel wurde bereits nach zwei Tagen, also am 16. September, erreicht. Schließlich wurden auf Kickstarter bis zum 16. Oktober 2012 insgesamt 3.986.929 US-$ eingenommen, Project Eternity war zu dem Zeitpunkt das am höchsten finanzierte Spielesoftwareprojekt der Crowdfunding-Plattform. Durch alternative Finanzierungsmöglichkeiten konnte die Summe nochmals auf 4,3 Millionen erhöht werden. Im Dezember 2013 gab Obsidian den finalen Titel des Spiels, Pillars of Eternity, bekannt.
Im Januar 2013 wurde THQ aufgrund Insolvenz zerschlagen und die Firmenwerte versteigert. Ubisoft sicherte sich aus der Konkursmasse die Veröffentlichungsrechte für South Park: Der Stab der Wahrheit. Nachdem der Termin mehrmals verschoben wurde, wurde schließlich am 12. Februar 2014 die Fertigstellung der Entwicklungsarbeiten bekanntgegeben und der Verkaufsstart für den 4. März (Nordamerika) bzw. 6. März (Europa) festgesetzt. Das Spiel verkaufte sich bis Februar 2016 rund fünf Millionen Mal.
Pillars of Eternity erschien im März 2015 und erhielt mehrheitlich gute bis sehr gute Wertungen. Es verkaufte sich bis Februar 2016 rund 700.000 Mal. Im Juni 2015 verließ Mitgründer Chris Avellone das Entwicklerstudio nach persönlichen und geschäftlichen Differenzen mit dem Firmenmanagement um Feargus Urquhart. Es folgte das bereits bei der Finanzierung von Pillars of Eternity angekündigte Add-on The White March, das in zwei Teilen am 25. August 2015 und am 16. Februar 2016 veröffentlicht wurde. Im März 2016 kündigte Obsidian zusammen mit Paradox Interactive das Rollenspiel Tyranny an. Das auf der Technik von Pillars of Eternity aufbauende Projekt basierte auf einem seit 2006 intern immer wieder aufgegriffenen und überarbeiteten Storykonzept, das unter anderem in einer Version mit dem Titel Stormlands bereits als North Carolina in Entwicklung gewesen war (s. o.). Es spielt unter der Prämisse, dass das Böse den Kampf um die Spielwelt bereits gewonnen hat und der Spieler im Auftrag des Herrschers Aufträge erledigen muss. Im April 2016 stieß der ehemalige Fallout-Entwickler und Troika-Mitgründer Leonard Boyarsky zum Unternehmen hinzu.
Im Januar 2017 wurde die Fortsetzung von Pillars of Eternity angekündigt. Pillars of Eternity 2: Deadfire wurde wie sein Vorgänger über eine Crowdfundingplattform finanziert, allerdings über die auf Computerspiele spezialisierte Plattform Fig, die als zusätzliche Möglichkeit eine Beteiligung als Kleininvestor (Crowdinvesting) bot. Die Mindestsumme von 1,1 Millionen US-Dollar wurde bereits nach einem Tag erreicht. Der Endbetrag betrug nach der einmonatigen Aktion 4,4 Millionen US-Dollar, womit der gesammelte Betrag seinen Vorgänger auf Kickstarter übertraf. Pillars of Eternity 2 erschien am 8. Mai 2018 für Windows, Mac OS und Linux. Laut Angaben eines Investors blieben die Verkaufszahlen jedoch hinter den Erwartungen zurück, eine Schätzung auf Grundlage der Gewinnausschüttung ging von rund 110.000 verkauften Kopien aus.

### Übernahme durch Microsoft
Am 10. November 2018 gab Microsoft auf seinem Fanevent X018 in Mexiko bekannt, Obsidian Entertainment und inXile Entertainment übernommen zu haben. Obsidian begründete die Übernahme mit größerer finanzieller Stabilität für das Studio. In der Presse wurde dies als Versuch Microsofts gewertet, im Bereich der Exklusivtitel zum Mitbewerber Sony (PlayStation) aufzuschließen. Im selben Jahr hatte Microsoft bereits die Entwicklerstudios Ninja Theory, Compulsion Games, Undead Labs und Playground Games übernommen.
Am 6. Dezember 2018 kündigte Obsidian bei den The Game Awards für 2019 das von Tim Cain und Leonard Boyarsky maßgeblich konzipierte Science-Fiction-Rollenspiel The Outer Worlds an, das in einer alternativen Zukunft spielt und laut Boyarsky eine Weiterentwicklung von Fallout: New Vegas sein sollte. Es kam im Oktober 2019 auf den Markt und erhielt wohlwollende Kritiken.
Am 14. November 2019 wurde im Rahmen der die X019-Veranstaltung in London das Spiel Grounded angekündigt. Das Spiel ist das erste Projekt von Obsidian, das unter den Xbox Game Studios veröffentlicht wird. Damit wird Grounded exklusiv für Windows und die Xbox One erscheinen. Das Spiel war bereits vor der Übernahme durch Microsoft in der Entwicklung. Am 23. Juli 2020 stellte Obsidian Entertainment außerdem das Fantasy-Rollenspiel Avowed vor, welches in der Egoperspektive spielt.
Während des Xbox & Bethesda Games Showcases 2022 wurde das Adventure-Spiel Pentiment angekündigt, welches am 15. November 2022 für Windows, Xbox One und Xbox Series erschienen ist. Am 22. Februar 2024 folgte die Portierung von Pentiment sowie am 16. April 2024 die Portierung von Grounded auf die Nintendo Switch, PlayStation 4 und PlayStation 5. Darüber hinaus erschien im Februar 2025 das Rollenspiel Avowed für Windows und Xbox Series.

## Trivia
Für unangekündigte Spiele vergibt Obsidian als Projektbezeichnung intern den Namen eines US-amerikanischen Bundesstaates (z. B. „Project Connecticut“ für Aliens: Crucible). Auf ähnliche Weise wurden bereits Projekte bei den Black Isle Studios benannt. Hier wurden allerdings die Namen von US-Präsidenten verwendet, z. B. „Project Jefferson“ für das nie veröffentlichte Baldur’s Gate 3 – The Black Hound oder „Van Buren“ für einen ebenfalls eingestellten Fallout-2-Nachfolger.

## Spiele
| Jahr  | Titel                                                     | Plattformen                                                                   |
| ----- | --------------------------------------------------------- | ----------------------------------------------------------------------------- |
| 2004  | Star Wars: Knights of the Old Republic II: The Sith Lords | Windows, macOS, Linux, Xbox                                                   |
| 2006  | Neverwinter Nights 2                                      | Windows, macOS                                                                |
| 2007  | Neverwinter Nights 2: Mask of the Betrayer                | Windows                                                                       |
| 2008  | Neverwinter Nights 2: Storm of Zehir                      | Windows                                                                       |
| 2010  | Alpha Protocol                                            | Windows, PlayStation 3, Xbox 360                                              |
| 2010  | Fallout: New Vegas                                        | Windows, PlayStation 3, Xbox 360                                              |
| 2011  | Dungeon Siege III                                         | Windows, PlayStation 3, Xbox 360                                              |
| 2014  | South Park: The Stick of Truth                            | Windows, Nintendo Switch, PlayStation 3, PlayStation 4, Xbox 360, Xbox One    |
| 2015  | Pillars of Eternity                                       | Windows, macOS, Linux, Nintendo Switch, PlayStation 4, Xbox One               |
| 2015  | Skyforge                                                  | Windows, PlayStation 4, Xbox One                                              |
| 2015  | Armored Warfare                                           | Windows, PlayStation 4, Xbox One                                              |
| 2016  | Pathfinder Adventures                                     | Android, iOS, Windows, macOS                                                  |
| 2016  | Tyranny                                                   | Windows, macOS, Linux                                                         |
| 2018  | Pillars of Eternity 2: Deadfire                           | Windows, macOS, Linux, PlayStation 4, Xbox One                                |
| 2019  | The Outer Worlds                                          | Windows, PlayStation 4, Xbox One, Nintendo Switch                             |
| 2020  | Grounded                                                  | Windows, Nintendo Switch, PlayStation 4, PlayStation 5, Xbox One, Xbox Series |
| 2022  | Pentiment                                                 | Windows, Nintendo Switch, PlayStation 4, PlayStation 5, Xbox One, Xbox Series |
| 2025  | Avowed                                                    | Windows, Xbox Series                                                          |
| N. N. | The Outer Worlds 2                                        | Windows, Xbox Series                                                          |